# Колін Джост
Колін Келлі Джост (англ. Colin Kelly Jost; нар. 29 червня 1982) — американський комік, письменник і актор. Джост був штатним сценаристом комедійного серіалу Saturday Night Live з 2005 року та співведучим Weekend Update з 2014 року. Він також був одним із сценаристів шоу з 2012 по 2015 роки, а пізніше повернувся як один із головних сценаристів шоу з 2017 по 2022 рік разом із Майклом Че.

## Ранні роки
Джост народився 29 червня 1982 року в Нью-Йорку. Він виріс у районі Граймс-Гілл на Стейтен-Айленді. Його мати, Керрі Дж. Келлі, була головним медичним працівником пожежної служби Нью-Йорка, а його батько, Деніел А. Джост, був викладачем у Технічній середній школі Стейтен-Айленда. У нього є один молодший брат, Кейсі Джост, сценарист і продюсер реаліті-шоу « Непрактичні жартівники»; він також грав роль у Staten Island Summer. Джост був вихований католиком.
Джост навчався в середній школі Regis на Мангеттені, де він був редактором шкільної газети The Owl і закінчив її в 2000 році. Потім вивчав історію та літературу в Гарвардському університеті. Він зосередився на російській літературі та британській літературі та написав свою старшу дисертацію про Володимира Набокова. Джост був президентом The Harvard Lampoon і виграв 5250 доларів США в коледжі Weakest Link, але сказав, що не вважає себе заслуговуючим на перемогу. Закінчив Гарвард у 2004 році зі ступенем бакалавра мистецтв з відзнакою.

## Кар'єра
Після закінчення університету Йост працював репортером і редактором у газеті Staten Island Advance. Потім його найняли як сценариста для короткочасного анімаційного шоу Nickelodeon Каппа Майкі. Після того, як закінчив цю роботу, він надіслав лист до авторів Суботнього вечора в прямому ефірі на телеканалі NBC, що дало йому місце сценариста в 2005 році.
У 2012 році виконавчий продюсер Лорн Майклз запитав Джоста, чи міг би він працювати на Weekend Update оскільки співведучий Сет Маєрс незабаром піде, щоб вести власне шоу Late Night with Seth Meyers. Джост замінив Маєрса в 1 березня 2014 року. 23 жовтня 2021 року в епізоді, який веде Джейсон Судейкіс, Джост побив рекорд Мейєрса як ведучого, який найдовше пропрацював в історії сегменту.
Джост знявся в епізодичній ролі губернатора Огайо Джона Касіча в скетчі президентських дебатів Республіканської партії. Пізніше він зіграв свого друга Піта Баттіджеджа під час президентських праймеріз Демократичної партії 2020 року та Роджера Гуделла під час сезону НФЛ 2021 року.
Джост виступав як стендап-комік, з'являючись у проєкті «Пізня ніч з Джиммі Феллоном», телесеріалах TBS і HBO. Він був обраний як «Нове обличчя» на фестивалі Заради сміху у Монреалі у 2009 році, і з того часу з'являвся на фестивалі Just for Laughs у Чикаго у 2011 та 2012 роках і знову на фестивалі в Монреалі у 2010 та 2012 роках. Джост опублікував чотири статті в журналі The New Yorker, а також писав у журналах The New York Times Magazine, The Huffington Post, The Staten Island Advance і Radar. Він написав сценарій і зіграв другорядну роль у комедійному фільмі 2015 року «Літо на Стейтен-Айленді», а також зіграв другорядну роль Пола в комедійному фільмі «Як бути самотнім» 2016 року. Наприкінці 2018 року Джост і захисник клубу Green Bay Packers Аарон Роджерс знялися в рекламній кампанії Izod.
У вересні 2018 року Джост разом із Майклом Че був співведучим церемонії вручення нагород Primetime Emmy Awards.
Джост разом із Майклом Че з'явилися в епізоді реслінг-шоу Monday Night Raw 4 березня 2019 року, де обох було оголошено спеціальними кореспондентами WrestleMania 35. В епізоді 4 березня вони були втягнуті в сюжетну лінію з борцем Брауном Строуменом, у результаті якої Джост і Че стали учасниками Меморіальної битви Андре Гіганта на WrestleMania. На заході Джост і Че проходили під рингом більшу частину матчу, а потім намагалися усунути Строумена, в той час, як він намагався зробити те саме з Гарді Бойз. Джост спробував заспокоїти ситуацію за допомогою свого терапевта, але Строумен задушив його та швидко усунув двох коміків поспіль, вигравши королівську битву.
У липні 2020 року Джост випустив мемуари під назвою A Very Punchable Face: A Memoir. Книга була добре сприйнята і потрапила до списку бестселерів New York Times.
27 квітня 2024 року Джост організував вечерю кореспондентів Білого дому, щорічне зібрання репортерів, яких зазвичай розважали президент і комік.
Джост знявся в епізодичній ролі у фільмі 2024 року «Забери мене на Місяць», де зіграла його дружина Скарлетт Йоганссон.

## Особисте життя

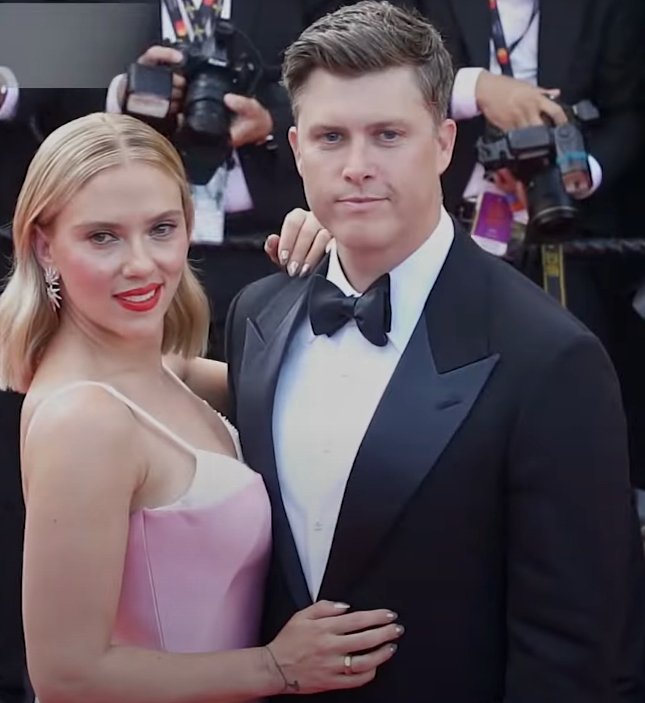
Джост і Скарлетт Йоганссон у 2023 році

Джост одружений на актрисі Скарлетт Йоганссон, з якою він познайомився під час одного з її багатьох випадків, коли вона була ведучою SNL. Вони почали стосунки в травні 2017, а в травні 2019 заручилися. Вони одружилися у жовтні 2020 року у своєму будинку в Нью-Йорку. Йоганссон народила сина в серпні 2021 року
У 2023 році Джост разом із іншим коміком з SNL Пітом Девідсоном придбали списаний пором Стейтен-Айленд.
Джост є завзятим серфінгістом, і NBC Sports відправила його на Таїті для висвітлення змагань із серфінгу на відбір до літніх Олімпійських іграх 2024 року. Однак через численні проблеми зі здоров'ям він пішов до закінчення змагань.

## Фільмографія
| Рік       |   | Українська назва                  | Оригінальна назва                           | Роль                                       |
| --------- | - | --------------------------------- | ------------------------------------------- | ------------------------------------------ |
| 2001      | с |                                   | Weakest Link                                | ведучий                                    |
| 2005—2024 | с | Суботнього вечора в прямому ефірі | Saturday Night Live                         | різні ролі                                 |
| 2006      | с | Каппа Майкі                       | Kappa Mikey                                 | Н/Д                                        |
| 2015      | ф | Літо на Стейтен-Айленді           | Staten Island Summer                        | офіцер Грег Каллахан                       |
| 2015      | ф | В активному пошуку                | How to Be Single                            | Пол                                        |
| 2017      | с |                                   | Saturday Night Live Weekend Update Thursday | себе (3 епізоди)                           |
| 2019      | с | Реслманія 35                      | WrestleMania 35                             | себе (запрошений гість)                    |
| 2020      | с |                                   | Impractical Jokers: Dinner Party            | себе (серія «The Childhood Meals Episode») |
| 2021      | ф | Том і Джеррі                      | Tom & Jerry                                 | Бен                                        |
| 2021      | ф | Поїздка до Америки 2              | Coming 2 America                            | Кельвін Дюк                                |
| 2021      | с | Королівські перегони Ру Пола      | RuPaul's Drag Race                          | себе (1 епізод)                            |
| 2022      | с | Непрактичні жартівники            | Impractical Jokers                          | себе (1 епізод)                            |
| 2022      | с | Той проклятий Майкл Че            | That Damn Michael Che                       | себе (серія «Black Mediocrity»)            |
| 2022      | с | Кардаш'яни                        | The Kardashians                             | себе (серія «Black Mediocrity»)            |
| 2024      | ф | Забери мене на Місяць             | Fly Me To The Moon                          | сенатор Кук                                |